# 스쿨 어택 2019
《스쿨 어택 2019》은 SBS MTV의 예능 프로그램으로, 인기 아이돌 그룹들이 학교로 찾아가 청소년들과 소통하자는 취지로 기획한 프로그램으로 두번째 시즌이다.

## 기획 의도
지금 가장 핫한 K-POP 스타가, 우리 학교에 온다면? 10대들의 워너비, 아이돌 스타가 정해진 학교를 깜짝 방문하여 아무것도 모르는 학생들 앞에 서프라이즈로 등장! 깜짝 미니 콘서트는 물론, 스타와 함께 하는 다양한 프로그램들로 학생들에게 영원히 잊지 못할 추억을 선물하는 프로그램

## 에피소드 목록
| 회차 | 방송 일자 | 어택 스타 | 팬 네임    | 어택 학교명      |
| ---- | --------- | --------- | ---------- | ---------------- |
| 1    | 8월 5일   | 더 보이즈 | THE B      | 오류중학교       |
| 2    | 8월 12일  | 오마이걸  | 미라클     | 효양중학교       |
| 3    | 8월 19일  | 러블리즈  | 러블리너스 | 춘천중학교       |
| 4    | 8월 26일  | 마마무    | 무무       | 곡란중학교       |
| 5    | 9월 2일   | 여자친구  | 버디       | 과천중앙고등학교 |

## 결방 사유
- 2019년 9월 9일, 9월 16일, 9월 23일 재방송으로 대체 결방.

## 같이 보기
- 스쿨 어택 2018 - 전작
- 스쿨 어택